# De ortu et progressu morum
Il De ortu et progressu morum, o De ortu et progressu morum atque opinionum ad more pertinentium, in italiano "Sull'origine e il progresso dei costumi e delle opinioni relative ai costumi", è un saggio in latino di Jacopo Stellini dato alle stampe nel 1740 e apprezzato da Cesare Beccaria.